# Experiment
Experiment – jednostka osadnicza w Stanach Zjednoczonych, w stanie Georgia, w hrabstwie Spalding.